# بيرت غيلروي
بيرت غيلروي (بالإنجليزية: Bert Gilroy)‏ هو منتج أفلام أمريكي، ولد في 7 مايو 1899 في أريزونا في الولايات المتحدة، وتوفي في 16 يناير 1973 في سان بيرناردينو في الولايات المتحدة.

## وصلات خارجية
- بيرت غيلروي على موقع IMDb (الإنجليزية)
- بيرت غيلروي على موقع تيرنر كلاسيك موفيز (الإنجليزية)
- بيرت غيلروي على موقع قاعدة بيانات الفيلم (الإنجليزية)